# Herb gminy Jejkowice
Herb gminy Jejkowice – symbol gminy Jejkowice.

## Wygląd i symbolika
Herb przedstawia na tarczy w polu błękitnym złotą, okutą radlicę kopaczki. Jest to historyczny symbol wsi, pochodzący z pieczęci z XVIII wieku. 